# ثيسمة
الثيسمة (الاسم العلمي:Thismia) هي جنس من النباتات تتبع الفصيلة الثيسمية من رتبة الديسقوريات. سمي هذا الجنس من قبل عالم النبات بريطاني وليام غرفث. اسم الجنس هو لفظ مقلوب من اسم «سميث» نسبةً لتوماس سميث، المجهري الإنجليزي المتوفي في 1825 تقريباً.

## أنواع نبات الثيسمة
- ثيسمة أمريكية
- ثيسمة بنامية
- ثيسمة بيضاء
- ثيسمة تايوانية
- ثيسمة ثنائية الشقوق
- ثيسمة جاوية
- ثيسمة خفية
- ثيسمة دخانية
- ثيسمة درنية
- ثيسمة ذنبي
- ثيسمة زجاجية
- ثيسمة زعفرانية
- ثيسمة شفوية
- ثيسمة عجيبة
- ثيسمة عنقودية
- ثيسمة غلازيوفية
- ثيسمة غودية
- ثيسمة كبيرة الأزهار
- ثيسمة كمئية